# Reinhard Schaeder
Reinhard Schaeder (* 1. Juni 1905 in Kiel; † 1980) war ein deutscher Wirtschaftswissenschaftler.

## Leben
Er wurde am 1. Mai 1936 in Breslau promoviert und habilitierte sich 1939 in Göttingen, wo er 1945 zum außerordentlichen Professor ernannt wurde. Von 1948 bis 1950 war er Universitätsdozent in Göttingen und übernahm er 1951 eine Vertretungsstelle an der Hochschule für Sozialwissenschaften in Wilhelmshaven. 1952 wurde er als ordentlicher Professor und Direktor des Wirtschaftswissenschaftlichen Instituts an die Hochschule für Verwaltungswissenschaften in Speyer berufen.

## Schriften (Auswahl)
- Grundzüge einer Theorie der Reichsplanung. Breslau 1936, OCLC 252484100.
- Der englische Einzelhandel im Kriege. Jena 1944, OCLC 254872553.